# NGC 1999
NGC 1999 er en stjernetåge med en afstand fra Jorden på 1500 lysår. Den ligger i stjernebilledet Orion.